# Scylaticus semizonatus
Scylaticus semizonatus là một loài ruồi trong họ Asilidae. Scylaticus semizonatus được Becker miêu tả năm 1906. Loài này phân bố ở vùng Cổ Bắc giới.